# Enrico Calenda
Enrico Calenda (Napoli, 17 dicembre 1914 – Passo Cinà, 25 agosto 1941) è stato un militare italiano, medaglia d'oro al Valor Militare.

## Biografia
Figlio del generale nocerino Enea Calenda e della contessa Ludovica Baldeschi Oddi, il suo prozio fu Carlo Cattapani, Medaglia d'oro al merito civile nel 1910. Fu ammesso come allievo alla Scuola Militare Nunziatella di Napoli, e proseguì il proprio iter formativo presso l'Accademia Militare di Modena, conseguendo la nomina a sottotenente nel 1936.
Assegnato all'8º Reggimento bersaglieri, nel 1938 fece domanda per essere inviato in Africa Orientale Italiana. Ottenuto il trasferimento, prese il comando della 1^ banda Amhara, con la quale effettuò nella regione dell'Amhara numerose azioni di disturbo contro gli Abissini, le quali esitarono nella cattura del Ras Ajaleu Burrù. Anche dopo la conclusione della campagna, mantenne la propria invincibilità sul campo, cadendo vittima di un bombardamento aereo al passo Uolchefit il 25 agosto 1941, nell'ambito della battaglia di Gondar.